# Copa COSAFA 1997
La Copa COSAFA 1997 fue la primera edición del torneo de selecciones nacionales más importante de África del Sur organizado por la COSAFA y que contó con la participación de nueve selecciones afiliadas.
Zambia se convirtió en el primer campeón del torneo al ser quien sumara más puntos durante la fase final.

## Primera ronda
Tanzania avanzó directamente a la fase final.
| 1 de marzo de 1997 | Botsuana         | 1 – 4 | Malaui                                              | Gaborone,                      |                                |
|                    | Lesupi 3' (pen.) |       | Nyirongo 27' · Maduka 51' · Nkhwazi 73' · Mwase 88' | Asistencia: 8,000 espectadores | Asistencia: 8,000 espectadores |

| 2 de marzo de 1997 | Lesoto | 0 – 2 | Zambia                | Maseru,                         |                                 |
|                    |        |       | Kangwa 10' · Miti 15' | Asistencia: 20,000 espectadores | Asistencia: 20,000 espectadores |

| 2 de marzo de 1997 | Suazilandia | 0 – 4 | Mozambique                       | Somhlolo National Stadium, Lobamba |                                 |
|                    |             |       | Adelino 36' 42' 70' · Eurico 83' | Asistencia: 15,000 espectadores    | Asistencia: 15,000 espectadores |

| 16 de marzo de 1997 | Namibia                        | 2 – 1 (t. s.) | Zimbabue                 | Gaborone,                      |                                |
|                     | Hindjou 87' (pen.) 119' (pen.) |               | Mushangazhike 76' (pen.) | Asistencia: 8,000 espectadores | Asistencia: 8,000 espectadores |

## Fase final
| País       | PTS | J | G | E | P | GF | GC |
| ---------- | --- | - | - | - | - | -- | -- |
| Zambia     | 8   | 4 | 2 | 2 | 0 | 9  | 4  |
| Namibia    | 6   | 4 | 1 | 3 | 0 | 6  | 3  |
| Mozambique | 5   | 4 | 1 | 2 | 1 | 7  | 5  |
| Tanzania   | 3   | 4 | 0 | 3 | 1 | 4  | 7  |
| Malaui     | 2   | 4 | 0 | 2 | 2 | 5  | 12 |

| 12 de abril de 1997 | Malaui                        | 2 – 2 | Mozambique                      | Lilongüe, |  |
|                     | Nkhwazi 57' · Mpinganjira 70' |       | Tico-Tico 31' · Tualibudane 79' |           |  |

| 19 de abril de 1997 | Zambia                                         | 4 – 0 | Malaui | Lusaka, |  |
|                     | Chella 26' · Kangwa 44' · Miti 85' · Banda 88' |       |        |         |  |

| 31 de mayo de 1997 | Tanzania | 0 – 0 | Namibia | Mwanza,                         |  |
|                    |          |       |         | Asistencia: 15,000 espectadores |  |

| 15 de junio de 1997 | Mozambique                      | 3 – 0 | Tanzania | Maputo,                         |                                 |
|                     | Tico-Tico 50' 69' · Adelino 76' |       |          | Asistencia: 50,000 espectadores | Asistencia: 50,000 espectadores |

| 28 de junio de 1997 | Namibia                                                   | 4 – 1 | Malaui     | Windhoek,                      |                                |
|                     | Uri Khob 35' · de Gouveia 57' · Hindjou 69' · Shivute 75' |       | Fazili 77' | Asistencia: 8,000 espectadores | Asistencia: 8,000 espectadores |

| 5 de julio de 1997 | Tanzania                          | 2 – 2 | Zambia                   | Arusha,                         |                                 |
|                    | Lunyamila 56' · Marsha 75' (pen.) |       | Tembo 71' · Namazaba 83' | Asistencia: 22,000 espectadores | Asistencia: 22,000 espectadores |

| 20 de julio de 1997 | Mozambique | 1 – 1 | Namibia     | Maputo,                         |                                 |
|                     | Barros 15' |       | Goraseb 44' | Asistencia: 15,000 espectadores | Asistencia: 15,000 espectadores |

| 2 de agosto de 1997 | Zambia          | 2 – 1 | Mozambique | Lusaka, |  |
|                     | Kamwadi 50' 81' |       | Faife 51'  |         |  |

| 9 de agosto de 1997 | Malaui                   | 2 – 2 | Tanzania              | Lilongüe,                      |                                |
|                     | Fazili 19' · Nkhwazi 72' |       | Amlima 7' · Bambo 43' | Asistencia: 9,000 espectadores | Asistencia: 9,000 espectadores |

| 31 de agosto de 1997 | Namibia          | 1 – 1 | Zambia    | Windhoek,                       |                                 |
|                      | Ouseb 47' (pen.) |       | Siame 32' | Asistencia: 12,000 espectadores | Asistencia: 12,000 espectadores |

## Campeón
| Copa COSAFA 1997  |
| ----------------- |
| Bandera de Zambia |
| Zambia 1º Título  |

## Máximos goleadores
- 4 goles
  -  Adelino
- 3 goles
  -  Johannes Hindjou
  -  Tico-Tico
  -  Jones Nkhwazi
- 2 goles
  -  Edward Kangwa
  -  Mwape Miti
  -  Frazer Kamwandi
  -  Lovemore Fazili